# José Alves Correia da Silva
José Alves Correia da Silva (São Pedro de Fins, 15 gennaio 1872 – Leiria, 4 dicembre 1957) è stato un vescovo cattolico portoghese che dal 1920 fino alla sua morte guidò la diocesi di Leiria.
È ricordato soprattutto per i suoi rapporti con suor Lúcia dos Santos, per il suo interessamento ai segreti di Fátima e di conseguenza anche alle apparizioni della Madonna avvenute nel territorio della sua diocesi.

## Biografia
José Alves Correia da Silva nacque a São Pedro de Fins, in Portogallo, il 15 gennaio 1872. Dopo gli studi necessari per diventare sacerdote fu ordinato il 5 agosto 1894 all'età di ventidue anni e iniziò il suo ministero nella diocesi di Porto.
Il 15 maggio 1920 fu nominato vescovo della diocesi di Leiria, di recente costituzione. Il 25 luglio successivo fu consacrato dal vescovo António Barbosa Leão, coconsacranti i vescovi Manuel Luís Coelho da Silva e António Antunes. Il 5 agosto prese possesso della diocesi insediandosi. Rimase vescovo di Leira fino alla sua morte nel 1957.
Nel 1917 la vergine Maria sarebbe apparsa più volte a tre bambini alla Cova da Iria, una località vicino a Fatima, e avrebbe affidato loro tre segreti. Il 13 ottobre 1930, monsignor da Silva annunciò in una lettera pastorale che dava l'autorizzazione al culto e approvava le apparizioni. Egli scrisse:
Nel 1941 ordinò all'unico dei veggenti sopravvissuto all'influenza spagnola, suor Lucia, di rivelare i segreti e di aiutare alla stesura di una nuova edizione di un libro riguardante la vita della cugina Giacinta. Suor Lucia scrisse tutto quello che sapeva sulla cugina, sulle apparizioni e aggiunse anche due dei tre segreti rivelati dalla Madonna. Nel 1943 chiese a Lucia di rivelare il terzo segreto, ma lei rifiutò perché «non era ancora convinta che Dio l'avesse chiaramente autorizzata a rivelarlo». Nell'ottobre del 1943, quando si ammalò gravemente e si temeva per la sua vita, monsignor da Silva incalzò la suora nuovamente, ordinandole, questa volta, di mettere per iscritto il terzo segreto. Lucia obbedì, ma sigillò lo scritto dentro una busta che non avrebbe dovuto essere aperta prima del 1960 o prima della sua morte.
Morì il 4 dicembre 1957.

## Memoriali

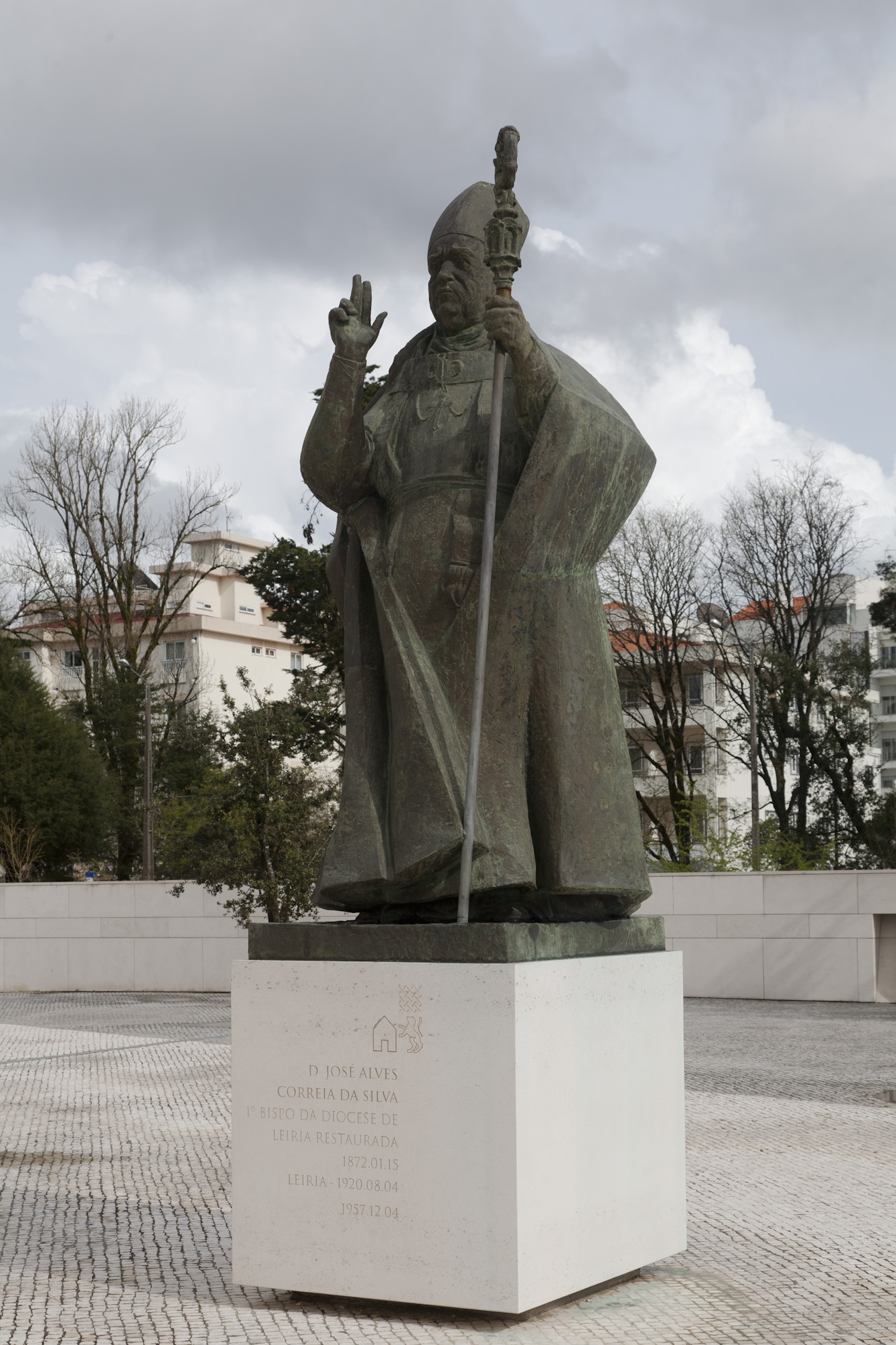
Statua di mons. da Silva a Fátima.

Una statua in suo onore, creata da Joaquim Correia, si trova nella piazza principale di Fatima e posta vicino a un'altra, dello stesso artista, di papa Pio XII.
Nella stessa città di Fatima gli è stata intitolata anche una strada chiamata «Avenida Dom José Alves Correia da Silva».

## Genealogia episcopale e successione apostolica
La genealogia episcopale è:
- Cardinale Scipione Rebiba
- Cardinale Giulio Antonio Santori
- Cardinale Girolamo Bernerio, O.P.
- Arcivescovo Galeazzo Sanvitale
- Cardinale Ludovico Ludovisi
- Cardinale Luigi Caetani
- Cardinale Ulderico Carpegna
- Cardinale Paluzzo Paluzzi Altieri degli Albertoni
- Papa Benedetto XIII
- Papa Benedetto XIV
- Cardinale Enrico Enriquez
- Arcivescovo Manuel Quintano Bonifaz
- Cardinale Buenaventura Córdoba Espinosa de la Cerda
- Cardinale Giuseppe Maria Doria Pamphilj
- Papa Pio VIII
- Papa Pio IX
- Cardinale Alessandro Franchi
- Cardinale Gaetano Aloisi Masella
- Cardinale José Sebastião d'Almeida Neto, O.F.M.Disc.
- Vescovo António José de Souza Barroso
- Vescovo António Barbosa Leão

La successione apostolica è:
- Vescovo João Pereira Venâncio